# Pacific Biological Laboratories
Pacific Biological Laboratories, afgekort PBL, was een laboratorium dat specimina leverde aan scholen, musea en onderzoekscentra. Het betrof voornamelijk mariene dieren uit de Baai van Monterey en haar onmiddellijke omgeving. Deze werden levend verkocht, alsook opgezet of geprepareerd op voorwerpglaasjes. Het gebouw verwierf bekendheid door John Steinbecks romans Een blik in Cannery Row en Goede donderdag, waarin het 'Westers Biologisch' wordt genoemd.
Het laboratorium leverde aan diverse bekende musea, zoals het Field Museum of Natural History, de Smithsonian Institution, de  California Academy of Sciences, het American Museum of Natural History, het Harvard Museum of Natural History en het zoölogisch museum van de Universiteit van Lund in Zweden. Tegenwoordig bevindt het gebouw zich naast het Monterey Bay Aquarium en is het opengesteld voor publiek.

## Geschiedenis
In 1923 richtte Ed Ricketts en zijn oud-studiegenoot Albert E. Galigher het laboratorium in 165 Fountain Avenue te Pacific Grove. In 1924 trok Galigher uit het bedrijf terug en werd Ricketts de enige eigenaar. Rond januari 1930 verhuisde Ricketts naar het nabijgelegen Monterey. Pacific Biological Laboratories werd ondergebracht in 740 Ocean View Avenue, het huidige 800 Cannery Row, naast de Hovden Cannery. Het laboratorium werd een ontmoetingsplaats van filosofen en schrijvers als Bruce Ariss, Joseph Campbell, Henry Miller, John Steinbeck, Lincoln Steffens en Francis Whitaker.
Ricketts ging in 1936 in het laboratorium wonen, nadat zijn vrouw Anna hem verliet. Op 25 november van dat jaar brak er brand uit in de Del Mar Cannery, een conservenfabriek naast Pacific Biological Laboratories waar nu het Monterey Bay Aquarium is gevestigd. Het laboratorium en een groot deel van de inventaris ging verloren. John Steinbeck financierde de herbouw en werd zo mede-eigenaar van het bedrijf. Het pand werd naar het oorspronkelijk ontwerp opgetrokken. Door de Tweede Wereldoorlog stagneerde de werkzaamheden van het laboratorium. Op 11 mei 1948 stierf Ricketts. Enkele van zijn vrienden kochten het laboratorium op en ontmoetten er elkaar op woensdagavond, zoals zij gewoon  waren.
In 1993 kocht de gemeente het laboratorium. Het werd door de Cannery Row Foundation gerestaureerd. Tegenwoordig is het gebouw geopend voor publiek. Het bevindt zich op het National Register of Historic Places.

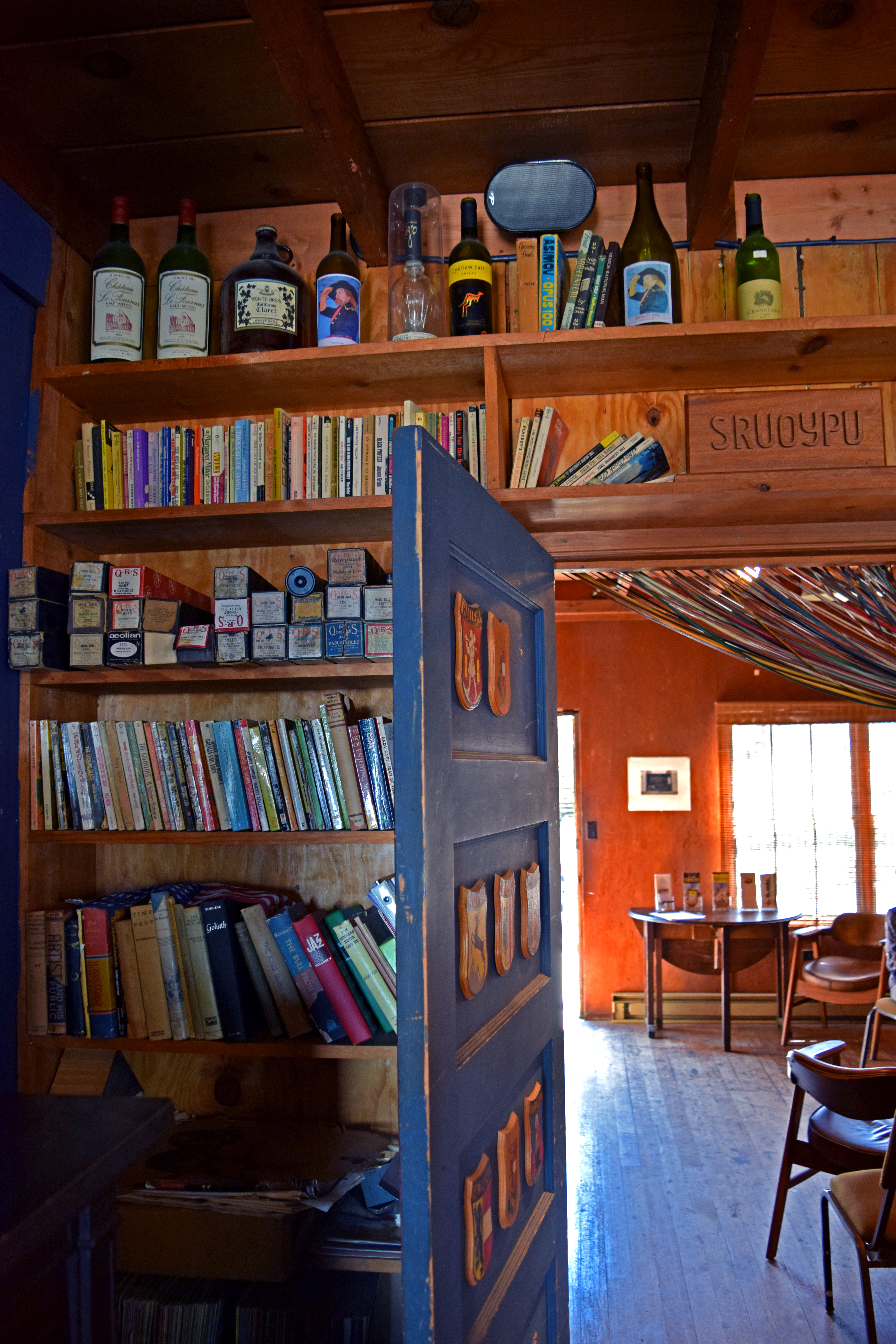
Interieur
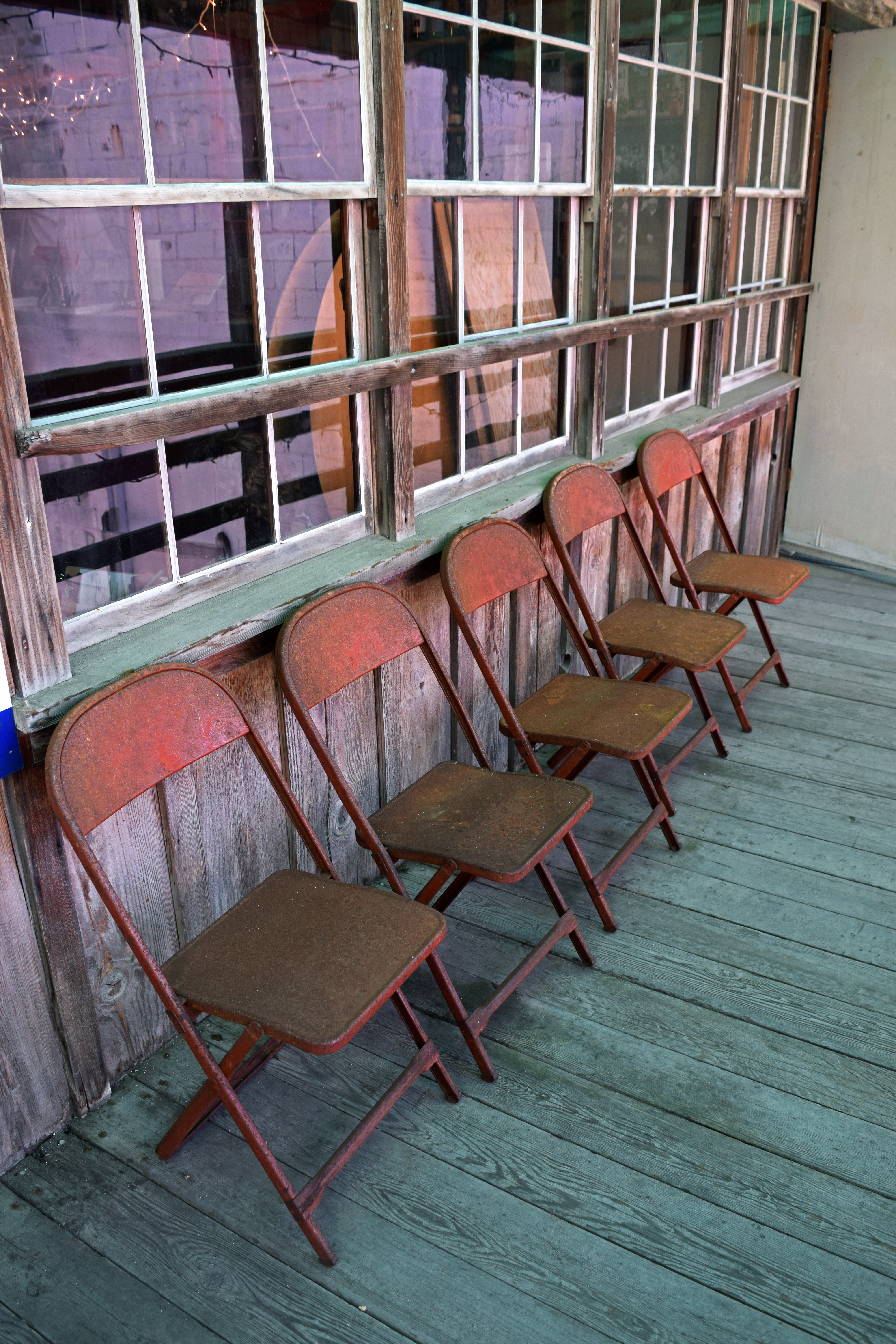
Achterzijde
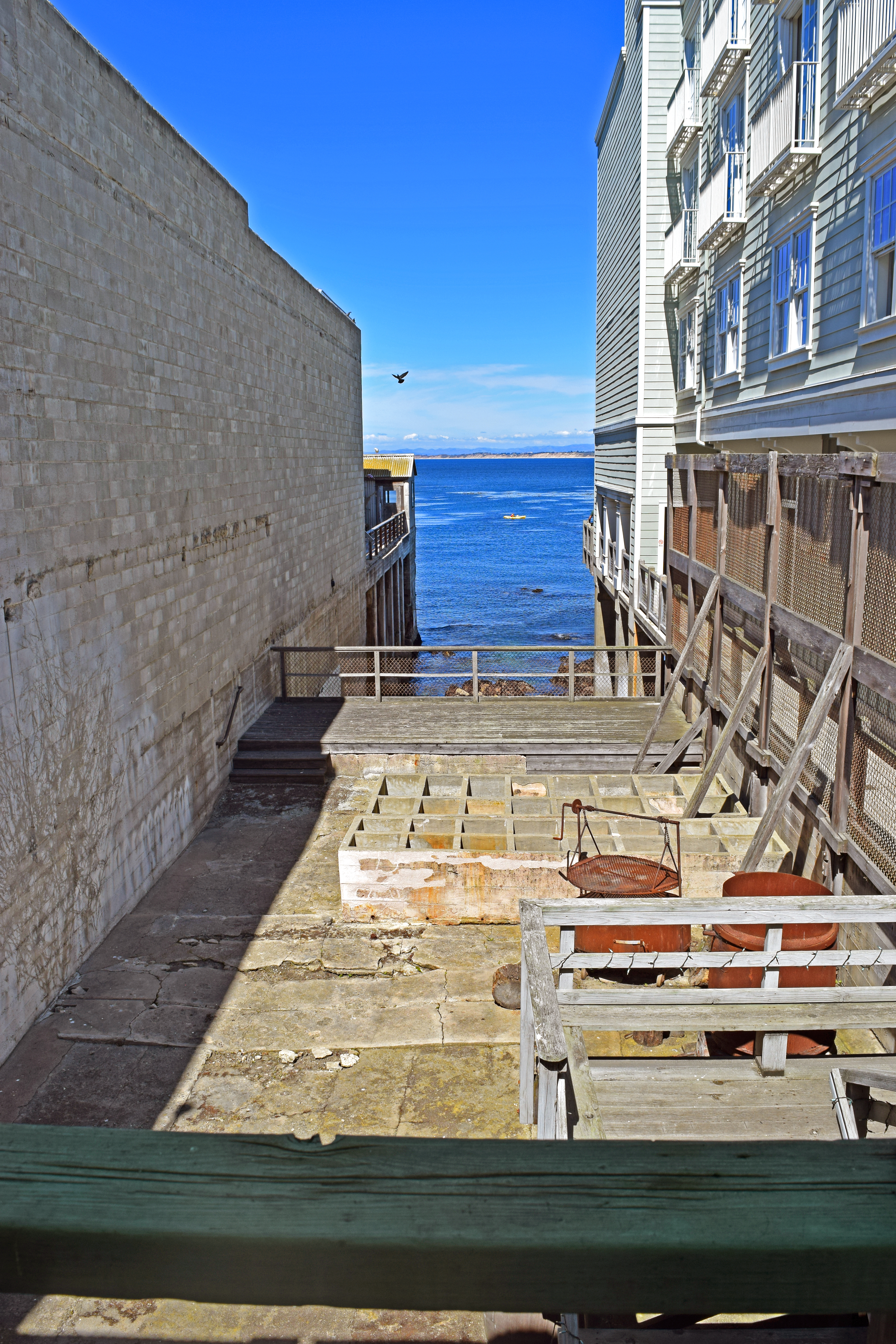
Achterplaats met opslagtanks voor levende specimina